# Olivia Podmore
Pour les articles homonymes, voir Podmore.
Olivia Podmore, née le 24 mai 1997 à Christchurch (Nouvelle-Zélande) et morte le 9 août 2021 à Cambridge (Nouvelle-Zélande), est une coureuse cycliste néo-zélandaise, spécialiste de la piste.

## Biographie

### Carrière sportive
En 2013, Olivia Podmore décroche quatre titres aux championnats d'Océanie juniors (moins de 19 ans). En 2014, elle devient triple championne de Nouvelle-Zélande sur piste chez les juniors en scratch, keirin et 500 mètres contre-la-montre. L'année suivante, elle remporte ses premières médailles internationales en terminant deuxième de la vitesse par équipes (avec Emma Cumming) et troisième du 500 mètres aux mondiaux sur piste juniors.
Aux championnats du monde de Londres en 2016, elle se classe dixième de la vitesse par équipes avec Natasha Hansen. La même année, elle est sélectionnée à 19 ans pour participer aux Jeux olympiques de Rio de Janeiro. Avec Natasha Hansen, elle termine neuvième de la vitesse par équipes. Elle est éliminée sur chute au 1er tour du keirin et se classe 23e de la vitesse individuelle.
En 2019, elle remporte avec Hansen la vitesse par équipes de la manche de Coupe du monde de Cambridge. Elle est également championne d'Océanie du 500 mètres. Bien qu'elle se soit qualifiée pour participer aux Jeux olympiques de Tokyo, elle n'est pas sélectionnée.

### Mort
Olivia Podmore meurt le 9 août 2021 à l'âge de 24 ans. La cause du décès fait l'objet d'une enquête par un coroner. Quelques heures avant sa mort, Olivia Podmore avait exprimé sur Instagram les difficultés qui accompagnent une carrière d'athlète. Un de ses amis, l'ancien rameur Eric Murray a annoncé qu'Olivia Podmore a laissé une note de suicide, son contenu restant dans le domaine du privé.
Son compatriote, le cycliste Edward Dawkins, qui avait mis un terme à sa carrière l'année précédente, a commenté le « suicide présumé » d'Olivia Podmore : « Les organismes sportifs et High Performance Sport New Zealand doivent être tenus responsables de la création et de l'application d'une culture qui place la performance et le financement avant le bien-être », ajoutant que « La mort de Podmore était évitable ». En 2018, il y a eu une enquête officielle du procureur Michael Heron sur le traitement des athlètes dans la Fédération néo-zélandaise de cyclisme, dans laquelle des brimades, de l'intimidation et une relation inappropriée entre un entraîneur et un athlète ont été rendues publiques. Par la suite, l'entraîneur national Anthony Peden a été licencié et remplacé par l'Allemand René Wolff. À la suite de la mort d'Olivia Podmore, le NZ Herald a rapporté que l'athlète avait été forcée par la Fédération néo-zélandaise de cyclisme de mentir dans le cadre de l'enquête du procureur Heron.

## Palmarès sur piste

### Jeux Olympiques
- Rio de Janeiro 2016
  - 9e de la vitesse par équipes
  - 23e de la vitesse individuelle
  - Éliminée au 1er tour du keirin

### Championnat du monde
- Astana 2015 (juniors)
  -  Médaillée d'argent de la vitesse par équipes juniors
  -  Médaillée de bronze du 500 mètres juniors
- Londres 2016
  - 10e de la vitesse par équipes

### Coupe du monde
- 2019-2020
  - 1re de la vitesse par équipes à Cambridge (avec Natasha Hansen)

### Championnats d'Océanie
| Édition / Épreuve           | 500 mètres | Keirin | Vitesse individuelle | Vitesse par équipes |
| Invercargill 2014 (juniors) | Or         | Or     | Or                   | Or                  |
| Cambridge 2017              | Argent     |        |                      | Argent              |
| Adélaïde 2018               | Bronze     | Argent |                      | Argent              |
| Invercargill 2019           | Or         | Argent | Argent               | Argent              |

### Championnats nationaux
- 2017
  -  Championne de Nouvelle-Zélande du keirin
  - 2e de la vitesse
- 2019
  -  Championne de Nouvelle-Zélande du 500 mètres
  - 2e de la vitesse
- 2020
  -  Championne de Nouvelle-Zélande de vitesse

### Autres
- 2018
  - GP Poland (vitesse par équipes)